# グナエウス・コルネリウス・スキピオ・アシナ
グナエウス・コルネリウス・スキピオ・アシナ（ラテン語: Gnaeus Cornelius Scipio Asina, 生没年不詳、紀元前3世紀）は、第一次ポエニ戦争期の共和政ローマの政治家・軍人。「アシナ」とはラテン語でロバを意味する。

## 経歴
ローマ筆頭の名門のひとつコルネリウス氏族のスキピオ家に生まれる。父はルキウス・コルネリウス・スキピオ・バルバトゥス、兄弟にはルキウス・コルネリウス・スキピオがいる。
ガイウス・ドゥイリウスと共に紀元前260年のコンスル（執政官）に当選、新設のローマ海軍を率いる。そしてメッシーナ海峡を巡回している際にリーパリがローマ側に寝返るとの情報を得る。戦略上重要な拠点を占拠して勝利を栄誉を得ようと焦り、リーパリに急行するが、これは敵将ギスコの謀略で、港に乗り上げた際に海上を封鎖されてしまう。海戦に不馴れなローマ兵はパニックに陥り、自分達が乗っている船に構わず陸地に逃れてしまい、大した戦闘もなく易々とスキピオは捕虜となってしまった。そしてスキピオはローマ史上最初に海戦（リーパリ諸島の海戦）で敗北した人物となった。
この失敗により、後年彼は政敵から「ロバ」という意味の「アシナ」という呼び名で呼ばれるようになった。しかし254年に再びコンスルにアウルス・アティリウス・カラティヌスとともに当選している。両者共に二度目の執政官就任であった。ローマ艦隊は前年にアフリカから引き上げる際に嵐に遭遇して壊滅してしまっていたため、二人の執政官は合計で220隻からなる艦隊を再建した。両者共にシキリアに向かい、パノルムス（現在のパレルモ）を占領することに成功した。翌年のローマ帰国後にプロコンスルとしてスキピオ・アシナのみが凱旋式を実施している（おそらくは、カラティヌスは既に紀元前257年に凱旋式を行っていたためと考えられる）。